# Олори
Олори (груз. ოლორი) — село в Грузии, на территории Цаленджихского муниципалитета края (мхаре) Самегрело-Верхняя Сванетия.

## География
Село находится в западной части Грузии, к западу от реки Ингури, на расстоянии приблизительно 13 километров (по прямой) к северо-западу от города Цаленджиха, административного центра муниципалитета. Абсолютная высота — 383 метра над уровнем моря.

## Население
По результатам официальной переписи населения 2014 года, в Олори проживало 264 человека (134 мужчины и 130 женщин). В национальной структуре населения грузины составляли 99,6 %, украинцы — 0,4 %.
| Год  | Население, человек |
| ---- | ------------------ |
| 2002 | 355                |
| 2014 | ↘ 264              |